# 烏若湖 (洛克尼亞區)
56°41′00″N 29°49′57″E / 56.68333°N 29.83250°E
烏若湖（俄语：Ужо），是俄羅斯的湖泊，位於該國西北部，由普斯科夫州負責管轄，處於洛克尼亞區，面積7.5平方公里，集水區面積23.6平方公里，平均水深5.1米，最大水深10.2米。